# Danmarks ambassade i Tel Aviv
Danmarks ambassade i Tel Aviv er Danmarks officielle repræsentation i Israel. Ambassaden blev etableret i 1949, samme år som de diplomatiske forbindelser mellem Danmark og Israel blev oprettet.
Ambassadens primære opgaver omfatter at fremme politisk dialog, støtte danske virksomheder på det israelske marked og yde konsulær bistand til danske borgere i Israel. Derudover arbejder ambassaden for at styrke samarbejdet inden for områder som handel, kultur og innovation samt at understøtte bæredygtig udvikling og økonomisk vækst i Israel.

## Historie
Danmark og Israel etablerede diplomatiske forbindelser i 1949, kort efter Israels oprettelse. Siden da har de to lande opretholdt et tæt samarbejde på forskellige områder. I 2016 blev der etableret et dansk innovationscenter i Tel Aviv for at styrke samarbejdet inden for forskning, innovation og iværksætteri.